# Mike Hallett
Mike Hallett (ur. 6 lipca 1959 roku w Anglii) – snookerzysta angielski oraz telewizyjny komentator sportowy.